# Armand de Polignac (évêque)
Pour les articles homonymes, voir Armand de Polignac et Polignac.
Armand de Polignac, mort en 1257, est un prélat français du XIIIe siècle. 

## Biographie
Il est le fils de Pons IV, vicomte de Polignac, et d'Alcinoïs de Montlaur. En 1237, Armand prend les titres de vicomte de Polignac et de chanoine du Puy. Il est  successivement prévôt de cette église, abbé de Brioude, et évêque du Puy en 1253.